# 韋爾 (伊利諾伊州尤寧縣)
韋爾（英語：Ware）是位於美國伊利諾伊州尤寧縣的一個非建制地區。該地的面積和人口皆未知。

## 地理
韋爾的座標為37°26′52″N 89°23′38″W / 37.44778°N 89.39389°W，而該地的平均海拔高度為107米（即351英尺）。